# 净月潭水库
净月潭水库是中国吉林省长春市境内的一座水库，位于伊通河净月潭河上，建于1936年。水库正常库容为2487万立方米，平均水深为5.30米，集雨面积为78平方千米，海拔为232米。

## 建造历史
满洲国国都建设局制为50万人口为目标的长春水源开发计划，在满铁协助下，在新京（今长春）建设初期，对水源进行调查，地下水不足以供给整个新京，在经过对水质、水量和成本对比后，决定在南郊“腰站屯”一带的山谷北端筑坝，拦截小河台河形成一座水面达4.3平方公里，最大水深15.5米，蓄水量2574万立方米(1978年更新为2770万立方米)的中型水库，因水面呈弯月状而得名“净月潭”。与此同时，在八十多平方公里的汇水区内设置林场，进行人工造林涵养水源，以防止水土流失及进行人工森林生态研究。
1934年3月1日奠基，5月正式动工，1935年11月完成大坝、溢洪道、取水塔等主体工程。1936年1月开始供水。日供水能力42000立方米。总投资350万日元。水库竣工后，定名为“净月潭贮水池”。
1989年，中国国家林业部批准设立净月潭國家森林公園。